# Sande, Møre og Romsdal
Sande là một đô thị ở hạt Møre og Romsdal, Na Uy.
Sande được tách ra khỏi Herøy năm 1867. Rovde đã được tách ra khỏi Sande ngày 1 tháng 1 năm 1905.
Tên của đô thị này đặt theo nông trang Sande (tiếng Na Uy Cổ Sandr) do nhà thờ đầu tiên được đặt ở đây.
Cho đến năm 1892, tên này vẫn được viết Sandø.

## Người nổi tiếng
- Bjartmar Gjerde, (1931– )
- Jan Åge Fjørtoft, (1967– )